# Памятник Петру I Петровичу Негошу
Памятник Петру Цетинскому — бронзовый памятник в городе Подгорица, Черногория, посвященный Петру I Петровичу Негошу — правителю Черногории, военачальнику и главе черногорской церкви, канонизированному как Святой Петр Цетинский. Петр Цетинский был выдающейся фигурой в политической и культурной истории Черногории, всю свою жизнь он посвятил борьбе за национальное освобождение своего государства, его экономическое и культурное процветание.

## Местоположение
Памятник Петру I Петровичу Негошу расположен в парке на бульваре Джорджа Вашингтона в деловом центре города. В непосредственной близости от монумента находится здание технического факультета университета Черногории.

## Описание
Автор памятника — академический скульптор Ненад Шошкич. Величественная статуя Петра Цетинского выполнена из бронзы и достигает в высоту 6 м 80 см. Весит скульптура почти три тонны.
Скульптурный владыка благословляет правой рукой, даруя мир и согласие своему народу. В левой руке он держит священную книгу — источник веры, знаний, вдохновения, мудрости и духовного просветления.

## История
Памятник был торжественно открыт 15 июля 2006 года. Инициатором его создания стал фонд «Святой Петр Цетинский».